# Kanon (manga)
Kanon es un manga de Chiho Saitō, que comenzó su publicación en 1995 en la revista Amici de la editorial Shōgakukan, y consta de seis tomos recopilatorios. En España ha sido distribuida por Norma Editorial.

## Argumento básico
Kanon es una chica japonesa de 18 años que vive en Mongolia con su madre. Esta señora, por razones personales, decidió dejar Japón e instalarse a vivir en un pequeño pueblo mongol dieciocho años atrás, cuando estaba embarazada. Kanon es una muchacha de mucho coraje, con un talento extraordinario para la música, en especial el violín. En el primer capítulo del manga su madre muere, pero antes le dice a Kanon que su padre no está muerto como ella le había contado: está vivo en Japón, y es un músico famoso. Desafortunadamente, no revela su nombre. Kanon decide viajar a Japón para convertirse en violinista profesional y para buscar a su misterioso padre.

## Personajes
- Kanon Hayashi: joven prodigio del violín, vive en Mongolia hasta los 18 años, y luego viaja a Japón en busca de su padre.

- Tendo Kawahara: compositor de poco éxito, enamorado de Kanon.

- Gen Mikami: compositor genial, Kanon y él tienen un romance.

## Lista de volúmenes
Vol. 1 -- Oct. 26, 1995 -- ISBN 4-09-136701-1
Vol. 2 -- 26 de marzo de 1996 --ISBN 4-09-136702-X
Vol. 3 -- Oct. 26, 1996 -- ISBN 4-09-136703-8
Vol. 4 -- Febr. 26, 1997 -- ISBN 4-09-136704-6
Vol. 5 -- 26 de junio de 1997 -- ISBN 4-09-136705-4
Vol. 6 -- Sept. 26, 1997 -- ISBN 4-09-136706-2

## La autora
Chiho Saitō es una de las autoras de shōjo manga más destacadas de Japón y más conocidas fuera de sus fronteras. Además de la revista Petit Comic, ha publicado en las revista Ciao y Flower, también de Shōgakukan. Su obra más conocida es Shoujo Kakumei Utena (Utena, la chica revolucionaria), en la que retoma y retrabaja varias ideas y líneas argumentales de Kanon.